# Aliko Dangote
Aliko Dangote GCON (Kano, 10 de abril de 1957) es un milmillonario nigeriano, y dueño del Grupo Dangote, el cual tiene intereses en productos básicos en Nigeria y otros países africanos, incluyendo Benín, Etiopía, Senegal, Camerún, Ghana, Sudáfrica, Togo, Tanzania, y Zambia. En 2024, su patrimonio neto fue estimado en US$ 20 mil de millones de dólares.
Dangote está posicionado por la revista Forbes como la 130° persona más rica del mundo (2023) y el más rico de África, y alcanzó su punto máximo en 2014, cuando fue catalogado como la 23° persona más rica del mundo. En 2013, superó al milmillonario etíope-saudí Mohammed Hussein Al Amoudi por $2.6 miles de millones de dólares, para convertirse en el hombre de ascendencia africana más rico del mundo.

## Primeros años
Aliko Dangote nació el 10 de abril de 1957 en el seno de una acaudalada familia musulmana perteneciente a la etnia Hausa, en el estado de Kano.  Es el bisnieto  de Alhaji Alhassan Dantata, el hombre más rico de África hasta su muerte en 1955. Dangote dijo una vez, "puedo recordar cuando  estaba en la escuela primaria, iba y compraba cajas de golosinas, y comenzaba a venderlos sólo para ganar dinero. Estaba muy interesado en los negocios, incluso en ese momento."
Dangote fue educado en la Madrasa Sheikh Ali Kumasi, seguido por el Capital High School, en Kano. Obtuvo un título de bachillerato en administración y estudios empresariales de la Universidad de Al-Azhar de El Cairo.

## Carrera empresarial

### Nigeria
El Grupo Dangote fue creado como una pequeña empresa en 1977, el mismo año en que Dangote se reinstaló en Lagos para expandir su compañía. Actualmente, es un conglomerado multi-trillonario de nairas con muchas de sus operaciones en Benín, Ghana, Nigeria, y Togo. Dangote ha expandido sus negocios abarcando el procesamiento de alimentos, la fabricación de cemento, y el transporte de mercancías. El Grupo Dangote también domina el mercado del azúcar en Nigeria y es un importante proveedor de las compañías de bebidas gaseosas, cervecerías y confiterías del país. Grupo Dangote pasó de ser una pequeña compañía comercial a ser el conglomerado industrial más grande de Nigeria, incluyendo Refinería de Azúcar Dangote, Cementos Dangote y Harina Dangote.
En julio de 2012, Dangote pidió a las Autoridades de los Puertos de Nigeria el arrendamiento de un terreno abandonado en el puerto de Apapa, lo cual fue aprobado. En aquel lugar, construyó posteriormente las instalaciones para su compañía de harina. En la década de 1990, propuso al Banco Central de Nigeria que sería más barato para la entidad permitir que su empresa gestionara la flota de autobuses  del banco para el personal, la propuesta fue aprobada por el banco.
En la actual Nigeria,el Grupo Dangote con su dominio en el mercado del azúcar y refinerías, el es principal proveedor (70% del mercado) de las compañías de bebidas gaseosas, cervecerías y confiterías del país.  Es la refinería más grande de África y la tercera más grande del mundo, produciendo anualmente 800.000 toneladas de azúcar. También poseen fábricas de sal y molinos de harina y es un importante importador de arroz, pescado, pasta, cemento y fertilizantes. La compañía exporta algodón, anacardos, cacao, semillas de sésamo y jengibre a varios países. También tiene importantes inversiones  en bienes raíces, banca, transporte, textiles, petróleo y gas. La compañía posee más de 11.000 empleados y es el conglomerado industrial más grande de África Occidental.
Dangote se ha diversificado a las telecomunicaciones y ha comenzado a construir 14.000 kilómetros de cables de fibra óptica para abastecer a toda Nigeria. Como resultado, Dangote fue honrado en enero de 2009 como el principal proveedor de empleo en la industria de la construcción en Nigeria.
Una vez dijo, "Dejame decirte esto y realmente quiero enfatizarlo...Nada va a ayudar Nigeria como a los nigerianos a devolver su dinero. Si  me dan hoy $5 mil millones de dólares, lo invertiré todo en este país. Vamos a poner nuestras cabezas juntas y trabajaremos."

### Otras actividades
Dangote tuvo un rol predominante en la financiación de la campaña de reelección de Olusegun Obasanjo  realizada en 2003, a la cual donó $200 millones de nairas (US$1 millón de dólares). Contribuyó con $50 millones de nairas (US$250.000 dólares) a la Mezquita Nacional bajo la égida de "Amigos de Obasanjo y Atiku". Contribuyó otros 200 millones de nairas a la Biblioteca Presidencial. Estas contribuciones altamente controversiales hacia el gobernante Partido Democrático Popular ha generado grandes preocupaciones a pesar de las campañas de anticorrupción altamente publicitadas durante el segundo gobierno de Obasanjo.
En mayo de 2010, el periódico británico Daily Mirror informó que Dangote estaba interesado por comprar el 16% de las acciones de club deportivo Arsenal Premier League, perteneciente a Lady Nina Bracewell-Smith. Dangote negó aquellos rumores más tarde.
En noviembre de 2011, Dangote fue galardonado con el segundo mayor honor de Nigeria, la Orden del Níger (GCON), por el presidente Goodluck Jonathan.
Se dice Dangote sumó $9.2 billones de dólares a su fortuna personal en 2013, según el Índice Bloomberg, convirtiéndolo en la persona más rica de África, y en la 30° más rica del mundo.
En de 2014, el gobierno de Nigeria declaró que Dangote había donado 150 millones de nairas (US$750.000 dólares) para detener la epidemia de ébola.
En mayo de 2015, Dangote expresó su interés en adquirir el equipo de fútbol británico Arsenal. Declaró de que si lograba comprar el club, despediría al antiguo mánager del equipo, Arsène Wenger.

## Vida privada
Dangote está casado, con tres divorcios, quince hijos, y vive en Lagos, Nigeria.
Se ha casado cuatro veces, y sus primeros tres matrimonios finalizaron en divorcio. Tiene un total de 15 hijos de estos matrimonios.

## Premios
En 2014, Dangote fue nombrado como la Persona Africana del Año en la revista Forbes. Los otros candidatos fueron el Protector Público de Sudáfrica, Thuli Madonsela, la escritora nigeriana Chimamanda Ngozi Adichie, al Director Ejecutivo de la Comisión de Bolsa y Valores (SEC), Arunma Oteh, y al Presidente del Banco Africano de Desarrollo, Donald Kaberuka.
En 2013, Dangote y otros seis destacados nigerianos fueron condecorados con la ciudadanía del Estado de Arkansas por  el Gobernador Mike Beebe quién también proclamó el 30 de mayo de cada año como el Día de Nigeria en los EE. UU. Entre los miembros galardonados estaban: la Señora Temitope Ajayi, Presidenta y Directora Ejecutiva del Programa de Emporeramiento Agrícola Nigeriano-Estadounidense; el Gobernador del Estado de Kano, Rabiu Kwankwaso; el Dr. Akinwunmi Adesina, Ministro de Agricultura y Desarrollo Rural; el Profesor Tajudeen Gbadamosi, ex.conferencista de la Universidad de Lagos; el Profesor Ade Adefuye, embajador de Nigeria en los Estados Unidos; y el Profesor Julius Okojie, Secretario Ejecutivo de la Comisión Nacional de Universidades.